# Rzodkiew

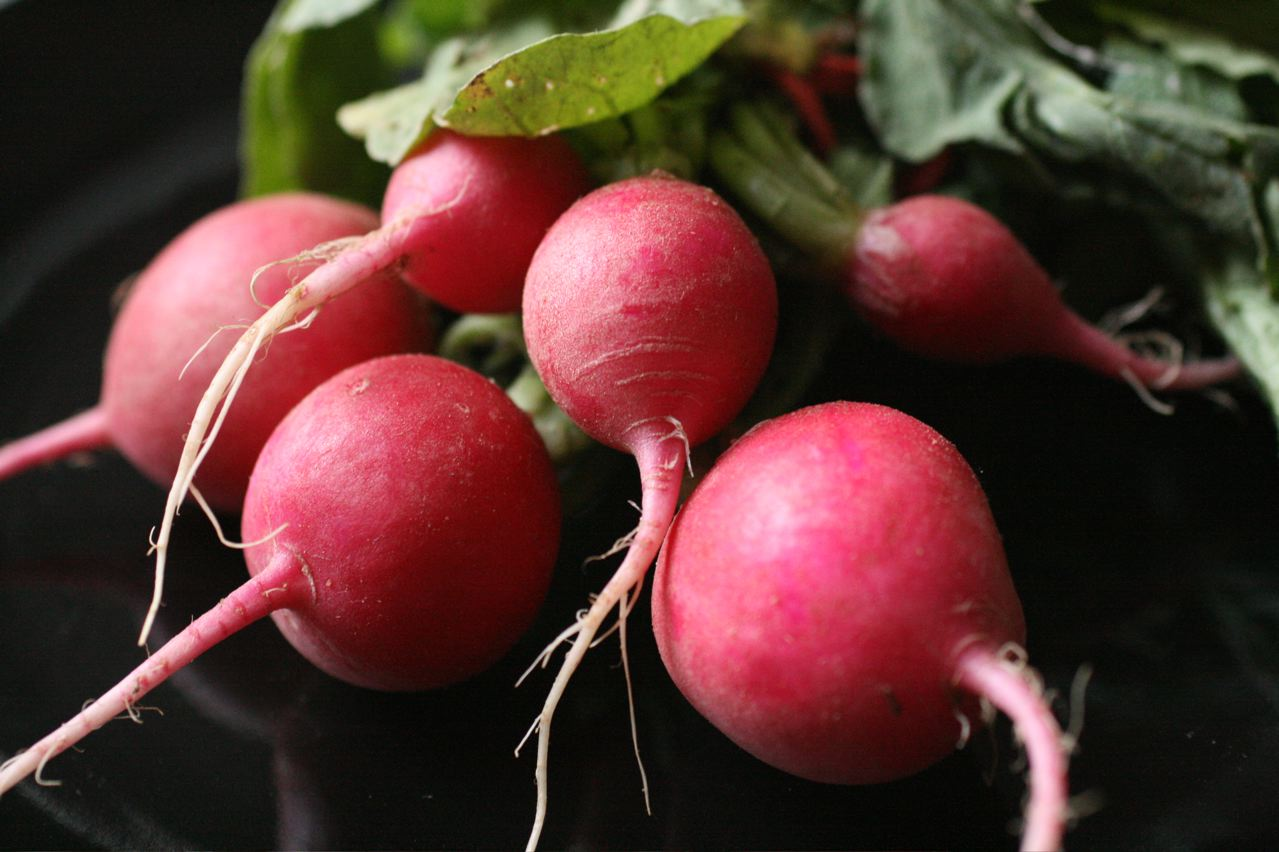
Rzodkiew zwyczajna (odm. rzodkiewka)

Rzodkiew (Raphanus L.) – rodzaj roślin należący do rodziny kapustowatych. Należą do niego w zależności od ujęcia trzy gatunki lub jeden. Rośliny te pochodzą z basenu Morza Śródziemnego. Rozprzestrzenione zostały niemal na całym świecie. W Polsce występują w zależności od ujęcia dwa gatunki (uprawiana rzodkiew zwyczajna R. sativus i zadomowiona rzodkiew świrzepa R. raphinastrum) lub jeden w dwóch podgatunkach. Rozpowszechnionym w świecie warzywem pod postacią różnych odmian jest rzodkiew zwyczajna (jedną z jej odmian jest rzodkiewka).

## Morfologia
PokrójRośliny zielne (jednoroczne lub dwuletnie), sztywno owłosione prostymi, pojedynczymi włoskami, rzadko nagie. Pędy prosto wzniesione lub pokładające się, pojedyncze lub rozgałęzione. Osiągają do 0,8 m wysokości.
LiścieOdziomkowe ogonkowe, pojedyncze, ząbkowane, lirowate lub pierzasto wcinane. Liście łodygowe są do nich podobne, ale górne niemal siedzące.
KwiatyZebrane po kilka w grona wydłużające się podczas owocowania. Działki kielicha podługowate do równowąskich, prosto wzniesione, nasady działek bocznych woreczkowato wyciągnięte. Płatki korony białe lub purpurowe, zwykle z ciemnymi żyłkami. Owalne lub zaokrąglone, ale u nasady z paznokciem o długości zbliżonej do szerszej części szczytowej lub dłuższej. Pręcików sześć, wyraźnie czterosilnych (cztery dłuższe, dwa krótsze). Miodniki cztery. W zalążni od 2 do 22 zalążków. Słupek okazały lub drobny, ze znamieniem główkowatym, czasem nieznacznie dwudzielnym.
OwoceWąskie, wielonasienne łuszczyny, zwężające się między nasionami, rozpadające się na jednonasienne człony.

## Systematyka
Pozycja systematyczna
Rodzaj z rodziny kapustowatych Brassicaceae, w jej obrębie klasyfikowany do plemienia Brassiceae.
Podział rodzaju
Według bazy taksonomicznej Plants of the World Online rodzaj obejmuje jeden gatunek:
- Raphanus raphanistrum L. – rzodkiew świrzepa

Według innych baz w obrębie rodzaju wyróżniane są trzy gatunki:
- Raphanus confusus (Greuter & Burdet) Al-Shehbaz & Warwick
- Raphanus raphanistrum L. – rzodkiew świrzepa
- Raphanus sativus L. – rzodkiew zwyczajna

Występujący na Bliskim Wschodzie R. confusus wyłączany jest do monotypowego rodzaju Quidproquo Greuter & Burdet jako Quidproquo confusum Greuter & Burdet. Z kolei Raphanus sativus bywa włączany jako podgatunek Raphanus raphanistrum subsp. sativus (L.) Domin.

## Zastosowanie
Rzodkiew zwyczajna od dawna uprawiana była jako warzywo. Istnieje wiele różnych odmian, w których jadane są zgrubiały odcinek podliścieniowy łodygi i górna część korzenia (rzodkiewka var. radicans i rzodkiew czarna var. niger), liście i łuszczyny (rzodkiew wężowa var. caudatus), a rzodkiew oleista (var. oleiformis) zawiera w nasionach olej jadalny. Rzodkiew jedli niewolnicy w starożytnym Rzymie, uprawiana była też w starożytnych Chinach.